# Ryan Lewis
Ryan S. Lewis (sinh ngày 25 tháng 3 năm 1988) là một người viết bài hát, rapper, đạo diễn video âm nhạc, người thiết kế đồ họa, nhiếp ảnh gia, người quay phim, nhà sản sản xuất thu âm, nhạc sĩ, và DJ người Mỹ. Anh là một trong những thành viên trong bộ đôi Macklemore & Ryan Lewis với Macklemore.

## Đĩa nhạc

### Album studio
| Tên                                    | Thông tin Album                                                                      |
| -------------------------------------- | ------------------------------------------------------------------------------------ |
| Symmetry and Ryan Lewis (với Symmetry) | - Phát hành: 6 tháng 5 năm 2008 - Định dạng: LP, Tải kỹ thuật số - Hãng đĩa: Độc lập |

### Extended play
| Tên           | Thông tin Album                                                    |
| ------------- | ------------------------------------------------------------------ |
| Instrumentals | - Phát hành: 2008 - Định dạng: Tải kỹ thuật số - Hãng đĩa: Độc lập |